# Zamek Podelwitz
Zamek Podelwitz (niem. Schloss Podelwitz) – zabytkowy zamek na wodzie w Podelwitz (Saksonia).
Pierwsza udokumentowana wzmianka o otoczonym fosą zamku von Schellenberga pochodzi z 1487. Około 1570 Hans von Schellenberg zlecił budowę renesansowej rezydencji. W 1893 właścicielem był Stenzel Alfred von Reiswitz und Kadersin-Holtzbrinck.

## Galeria

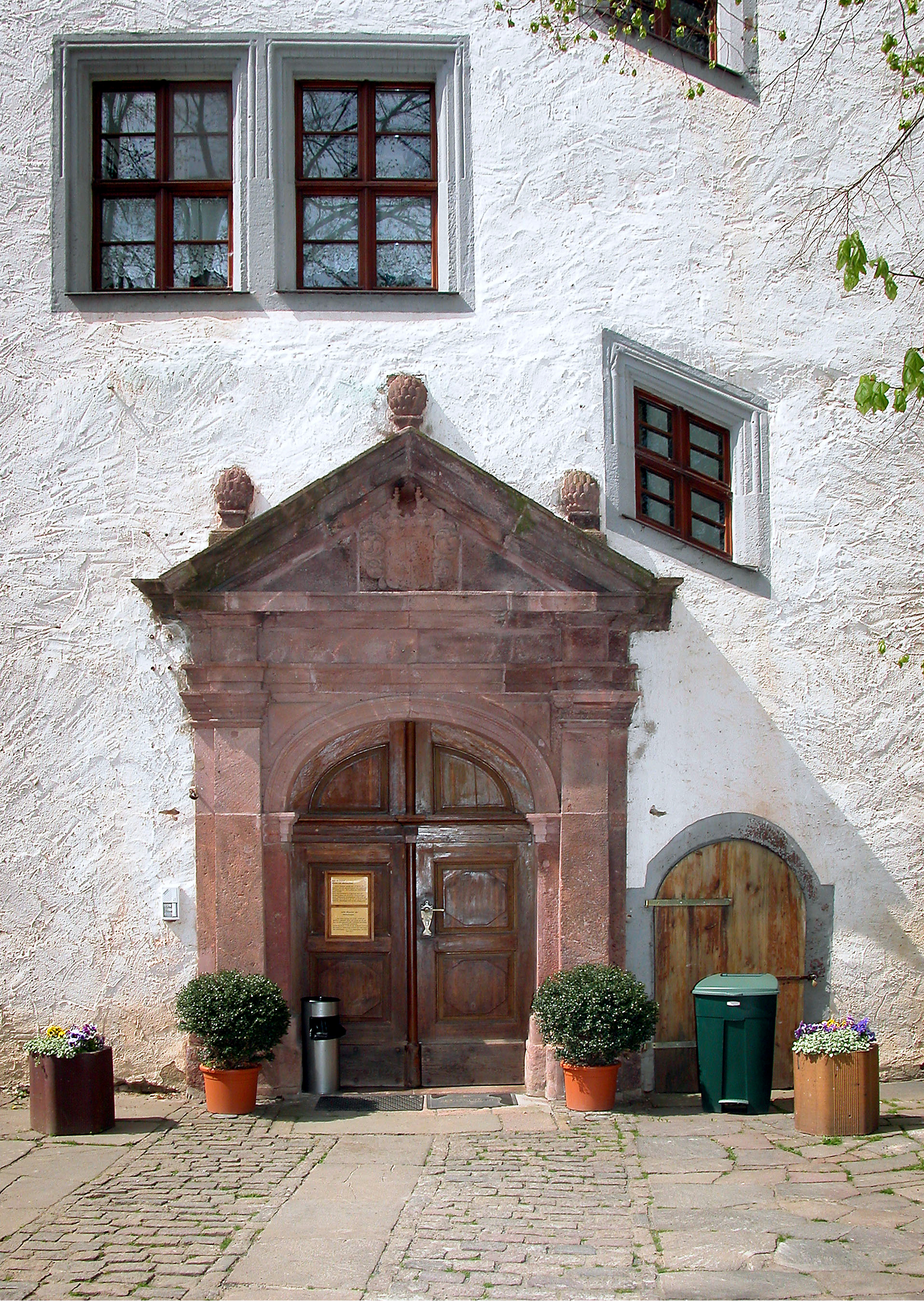
Portal z herbem von Reisewitz Holtzbrinck
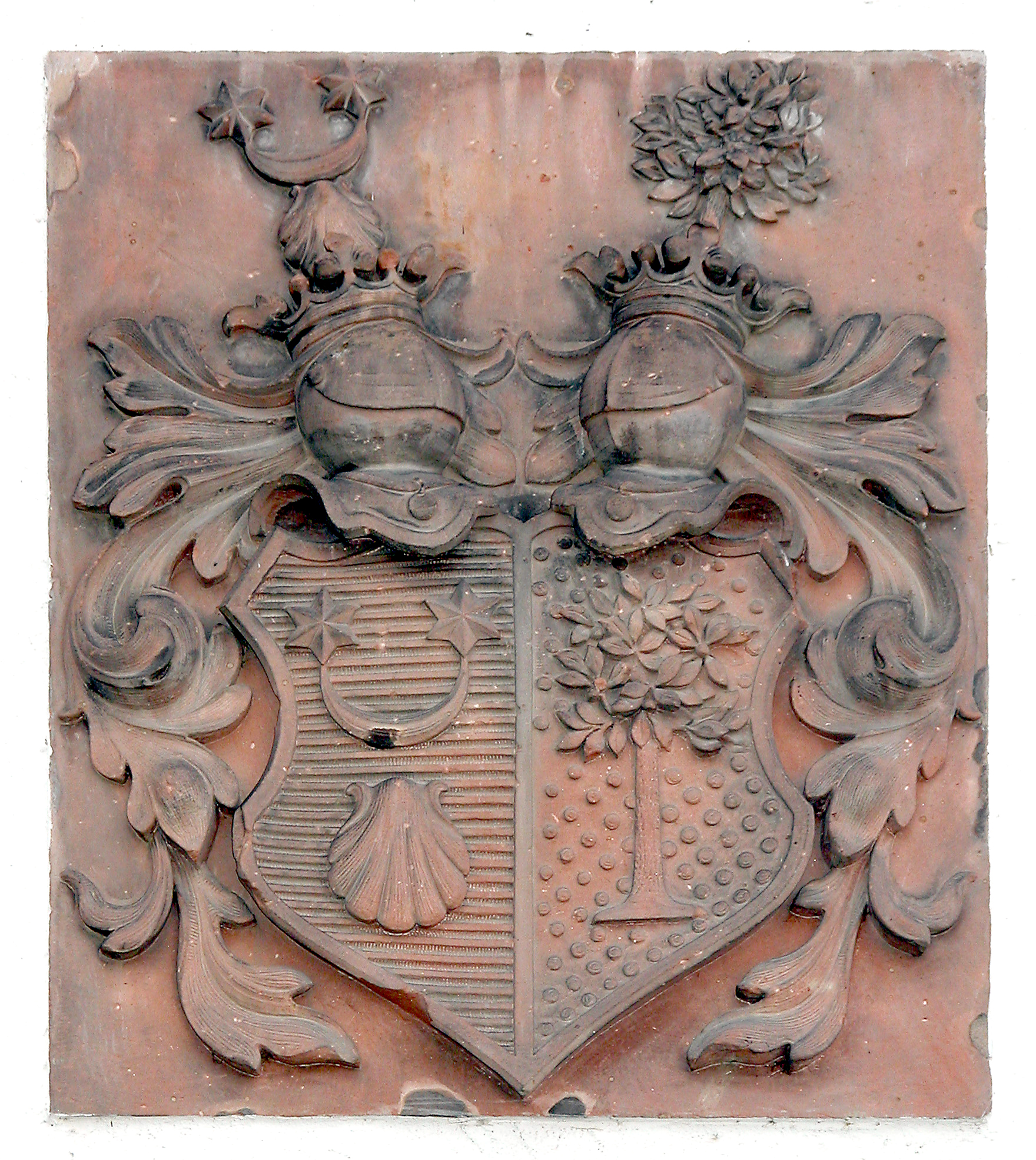
Herb von Reisewitz Holtzbrinck
Herb von Reisewitz (odmiana)
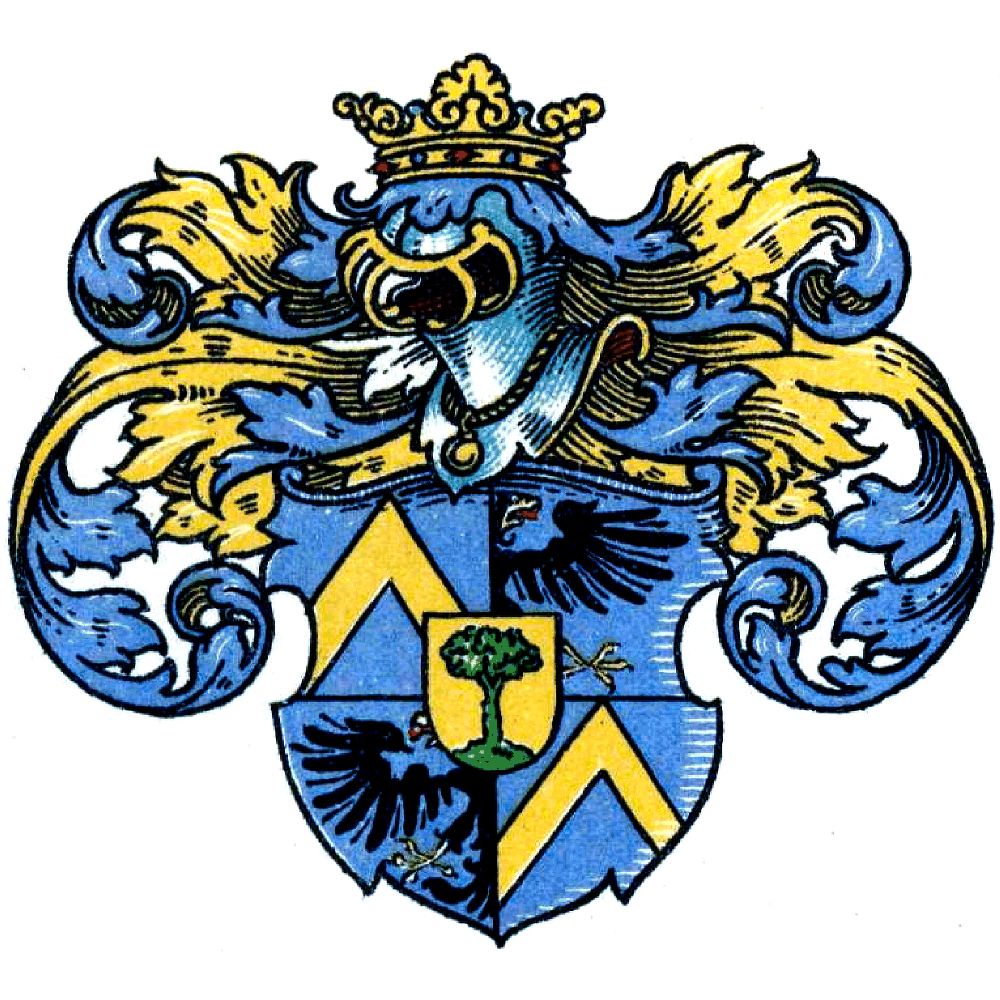
Herb von Holtzbrinck (odmiana)